# Canciones de cuando éramos colegiales
Canciones de cuando éramos colegiales es el primer EP de la banda chilena Sinergia lanzado el 2005. Este trabajo reúne sus versiones de canciones que influyeron en la etapa adolescente de los integrantes de la banda, donde se destacan "Síndrome Camboya" de la banda de punk chileno Los Peores de Chile, "Muévete, retuércete" de Profetas y Frenéticos, "Somos tontos, no pesados" de Los Tres y "Calibraciones" de Aparato Raro.

## Lista de canciones
1. Calibraciones. (Aparato Raro)
2. Somos tontos, no pesados. (Los Tres)
3. Muévete, retuércete. (Profetas y Frenéticos)
4. Señores pasajeros. (Electrodomésticos)
5. Síndrome Camboya. (Los Peores de Chile)
6. Adolfo, Benito, Augusto y Toribio. (Fulano)

## Créditos
- Rodrigo "Don Rorro" Osorio- Voz.[1]
- Pedro "Pedrales" López - Guitarra.[1]
- Alexis "Aneres" González - Bajo.[1]
- Bruno "Brunanza" Godoy - Batería.[1]
- Paul "DJ Panoramix" Eberhard - Tornamesa, Samplers, Percusiones.[1]
- Jaime "DJ Humitas con tomate" García Silva - Sintetizador, Teclados.[1]